# Oceans de saviesa
Oceans de saviesa (també coneguda com Mil vistes del mar i la costa; en japonès Chie no umi) és una sèrie d'impressions xilogràfiques chuban yoko-e (és a dir, de mida 19 x 25,4 cm) de l'artista japonès Katsushika Hokusai. Els temes de les impressions inclouen la pesca, els oceans i la caça de balenes. Sembla que les obres es van publicar cap a la dècada de 1830. Està formada per 10 obres en total.

## Impressions de la sèrie
Les impressions conegudes de la sèrie inclouen:
- Soshu Tonegawa (Riu Tone, província Shimosa)[1]
- Caçant la balena Goto
- Choshi a la província Simosa
- Pescant a la llum d'una torxa a la província Kai
- Pescant al riu Kinu
- Pesca de vol
- Pescant a Uraga a la província Sagami

## Historial de publicacions
Oceans de saviesa va ser publicada per Mori-ya Jihei el 1832-1834.